# Солфеж
Солфежът е наука в музикалното изкуство, засягаща проблематиката свързана с развитието на музикалния слух при човека. Солфежът е основна, много важна и задължителна дисциплина, усвояваща се строго индивидуално от всички изучаващи музикалното изкуство в средните музикални училища и в двете музикални академии в България – Националната музикална академия „Панчо Владигеров“ в София и в Академията за музикално, танцово и изобразително изкуство в град Пловдив.

## История на солфежа
Названието солфеж произлиза от тоновите имена сол и фа. В тесен смисъл означава упражняване на пеене по ноти без думи. В широк смисъл това е наименование на система за възпитание на музикалния слух по ноти. Възникването и развитието на солфежната система е свързана с усъвършенстването на нотописа и с въвеждането за първи път на слоговите наименования ut, re, mi, fa, sol, la от италианеца Гвидо д'Арецо (995 – 1050 г.) във връзка с неговия метод за усъвършенстване на нотното пеене. Наречен е солмизация от тоновете сол, ми.
Слоговите наименования представляват началните срички от първите шест стиха на популярния по онова време химн на Йоан Кръстителя (от П.Диаконус), чрез който пеещите молят светеца, легендарния покровител на певците, да ги предпази от пресипване на гласа.
През 1709 г. в Париж възниква натуралното солфежиране, при което буквените и слоговите наименования до, ре, ми, фа, сол, ла и си съответстват на абсолютната височина на тоновете. През 1802 г. излиза от печат „Солфежи“ за Парижката консерватория от Л. Керубини, Е. Меюл, Фр. Госек и други видни френски композитори. Те били предназначени за пеене с акомпанимент, означен с цифрован бас. Основа на обучението била тоналност до мажор (С-Dur), в която чрез многобройни упражнения главно в секвенции се усвоявали разнообразни ритмични варианти, гами и интервали.
Същността на старите солфежни методи може да се сведе до няколко основни моменти: От ХI до ХIХ век включително те се развиват само на гласова основа, чрез пеене по ноти. Тоналността до мажор (C-Dur) e била основна и главна тоналност, изучавана продължително и подробно (ХVIII – ХIХ век). Парижката консерватория става център със съществен принос в усъвършенстването на солфежната методика. Утвърждава солфежирането на абсолютна основа и създава нови, по-прогресивни методи за развитие на слуха.

## Солфежът днес
Днес науката „солфеж“ има за задача изграждането на високоразвит на професионална основа музикален слух. Съдържанието му обхваща развитието на музикални способности: ладов усет, метроритмичен усет, вътрешни слухови представи, както и на различните категории слух: релативен, абсолютен, вътрешен, ладотонален, мелодически, хармоничен, полифоничен, тембров.

## Развитието на солфежа в България
До 9 септември 1944 г. в софийската музикална академия не е имало специализирани кадри в областта на солфежа. Този предмет се водел от преподавателите по други специалности и това е било пречка да се обхванат и разработят проблемите на слуховото обучение. Обучението продължително време е протичало предимно в тоналността до мажор (C-Dur). Солфежирането от пръв поглед („прима виста“) е било почти единствена форма на работа за развитието на слуха. Нов етап открива през 40-те години педагогическата работа на проф. Камен Попдимитров. Той поставя дисциплината на нов нова основа и прави задълбочени музикалнопедагогически изследвания в трудовете: „Музикални проблеми у нас“ (1937 г.) и „Как да придобием музикален слух“ (1940 г.). След 9 септември 1944 г. реформата на музикалното образование му дава възможност да разработи и внедри в практиката основните форми на работа, които трябва да залегнат в предмета солфеж, а именно: отгатване (музикалнослухов анализ), музикална диктовка, интонационни упражнения и солфежиране, както и работа върху едноглас, двуглас, упражнения за овладяване на тоналностите и ритъма, упражнения за свързване на тоновите имена с клавиатурата на пианото.
Съдържанието на предмета солфеж се разработва и отразява в новата програма в пет дяла:
- слушане – отгатване и наименование по слух на отделни тонове, групи тонове, музикални фрази, мелодия, двуглас, единични интервали и групи, единични акорди и групи, раздвижен двуглас и триглас.
- Записване (нотиране) по слух на същите.
- Ритмика – отгатване на ритмични фигури и размери и възпроизвеждането им чрез свирене, пеене и четене.
- Четене на ноти.
- Интонация – солфежиране по клавиатурата и по ноти на петолинието.
- Тоналности – заучаване на тоналностите и на техните арматурни знаци, брой диези и бемоли, имената на тоналностите, тоническите квинтакорди и обръщенията им, интервали и акорди – теоретически и практически, върху клавиатурата на пианото и слухово.

Програмата по солфеж се реализира в четири часа седмично. Привлечени са сътрудници, музикални педагози от цялата страна, и след конкурса в Музикалната академия в София се образува през 1947 г. първото ядро от трима преподаватели по солфеж – Камен Попдимитров, Иван Пеев и Константин Константинов. През 1951 г. е назначен и първият асистент по солфеж Звезда Йонова. Експериментът, ръководен от проф.Иван Пеев дава положителни резултати в софийското музикално училище „Любомир Пипков“ с преподаватели:Трендафил Миланов, Цанко Колев, Васка Грозева, Донка Атанасова и др., които постигат високи успехи. Експериментът в Пловдив, във второто музикално училище в България, малко по-късно и във втората музикална академия в България, се ръководи от проф. Асен Диамандиев, който има съществен принос в тази област. Последван и от проф.Здравко Манолов.
Подемът в работата завладява постепенно и всички новооткрити средни музикални училища в страната: Варна, Плевен, Русе, Стара Загора, Бургас, Котел и Широка лъка, както и в детските музикални школи към тях. В тях като преподаватели се включват възпитаниците на Националната музикална академия „Панчо Владигеров“ (НМА) в София и на Академията за музикално, танцово и изобразително изкуство (АМТИИ) в град Пловдив, завършили теоретичния факултет със специалността музикална педагогика, влагайки всичките си знания и умения. На този етап на възраждане и обновление става отпечатването на редица издания, които обобщават основните положения на солфежната методика в България: сборниците „Начални солфежи“ – от част първа до част осма на авторския колектив проф. Иван Пеев, проф. Асен Диамандиев и проф. Здравко Манолов, същите се ползват с голяма популярност и до днес, 60 години след първото им издаване, "Солфежи – мелодии от стари майстори и „Солфежи от творчеството на Хайдн, Моцарт и Бетовен“, съставени от Камен Попдимитров и Константин Константинов и мн. др.
Друг възлов момент в системата на обучение по солфеж в България е музикална диктовка. Методиката на музикалната диктовка е разработена в следващите пособия: „Курс по изучаване на двугласна диктовка“ от Иван Пеев, Здравко Манолов и Светла Кръстева, „Курс за изучаване на тригласна диктовка“ от Иван Пеев и Здравко Манолов, „Курс за изучаване на едногласна диктовка“ от Иван Пеев и Здравко Манолов.
Постепенно в България се обособяват две „солфежни школи“, в които преподават високо квалифицирани и ерудирани преподаватели – музиканти: В София, Националната музикална академия „Панчо Владигеров“ (НМА): проф. Иван Пеев, проф. Камен Попдимитров, Звезда Йонова, проф. Пенка Кадиева; В Пловдив, Академията за музикално, танцово и изобразително изкуство (АМТИИ) в град Пловдив: проф. Асен Диамандиев, проф. Пламен Арабов, проф. Пенка Минчева, проф. Дора Славчева, Пенка Попова, всички те са автори на множество солфежни издания, които осъществяват връзка и с методиката на преподаване на дисциплината солфеж.

## Основни цели и задачи на солфежа
Солфежът е наука, която се занимава с проблемите, свързани с развитието на музикалния слух на човека, но само при наличие на такъв. Наред с формирането и развитието на музикалните способности, солфежът стимулира интереса към музикалното изкуство, като същевременно умело, в хода на занятията, разширява теоретичните им знания и обогатява тяхната музикална култура.
Солфежът включва основни дейности като:
- Солфежиране (пеене по ноти)

В процеса на възпитание на музикалния слух, пеенето по ноти изиграва много важна роля. То е свързано с основните музикални способности – ладов усет, метроритмичен усет и вътрешен слух, а също така с интерваловия усет и усета за многогласие.
Солфежирането е в неразривна връзка с точното интониране, темпо, динамика и агогика.
- Музикално-слухов анализ

Слуховият анализ и музикалната диктовка са две взаимно свързани дейности. В най-завършения си вид слуховият анализ се превръща в музикална диктовка. Двете дейности, наред със солфежирането, представляват страни на един и същи процес, свързан с осъзнаване на съотношенията между тоновете на мелодията главно по височина и трайност.
- Музикална диктовка

Музикалната диктовка е една от основните дейности на солфежа. Тя, както и слуховия анализ, може да бъде писмена и устна, частична и цялостна. Цялостният анализ води до записване на музикалната диктовка.